# ماريو لوتشيتش
ماريو لوتشيتش هو لاعب كرة قدم كرواتي، ولد في 24 أبريل 1981 في فينكوفسي في كرواتيا. شارك مع منتخب كرواتيا تحت 21 سنة لكرة القدم. أما مع النوادي، فقد لعب مع دينامو زغرب ونادي بني يهودا تل أبيب ونادي فاراجدين.

## وصلات خارجية
- ماريو لوتشيتش على موقع قاعدة بيانات كرة القدم.إي يو (الإنجليزية)
- ماريو لوتشيتش على موقع Soccerway.com (الإنجليزية)
- ماريو لوتشيتش على موقع عالم كرة القدم.نت (الإنجليزية)